# Сервийци
Сервийци (на гръцки: Σερβιώτες, Сервиотес; ед. ч. Σερβιώτης, Сервиотис) са жителите на град Сервия (Серфидже), Егейска Македония, Гърция. Това е списък на най-известните от тях.

## Родени в Сервия
А — Б — В — Г — Д –
Е — Ж — З — И — Й –
К — Л — М — Н — О –
П — Р — С — Т — У –
Ф — Х — Ц — Ч — Ш –
Щ — Ю — Я

### А
- Архелаос Яковидис (1936 – 1997), гръцки политик

### В
- Василис Рафаилидис (1934 – 2000), гръцки писател, журналист и кинокритик

### Г
- Григорий Кондарис (светско име Георгиос), гръцки духовник и учен от XVII век

### Д
- Дионисий Папаянусис (1750 – 1828), гръцки духовник

### Е
- Евгений Патерас, гръцки духовник, сервийски и кожански митрополит
- Емин Еркул (1881 – 1964), турски политик

### З
- Зисис Сотириу, гръцки революционер

### К
- Костас Хадзидис (1967 – 2013), гръцки журналист

### М
- Мехмед Али Айни (1868 – 1945), турски администратор и учен

### Н
- Наджи Тъназ (1882 – 1964), турски генерал
- Неджет Инджекара (1912 – 1983), турски политик

### Т
- Теодора Петралифина (около 1225 – след 1270), гръцка светица

### Х
- Христофор Амфиполски (р. 1974), гръцки духовник

### Ш
- Шевкет Джанданер (1876 – 1920), турски политик